# Lázaro Cárdenas, Tampacán
Lázaro Cárdenas är en ort i Mexiko.   Den ligger i kommunen Tampacán och delstaten San Luis Potosí, i den sydöstra delen av landet, 220 km norr om huvudstaden Mexico City. Lázaro Cárdenas ligger 330 meter över havet och antalet invånare är 233.
Terrängen runt Lázaro Cárdenas är kuperad åt sydväst, men åt nordost är den platt. Lázaro Cárdenas ligger uppe på en höjd. Runt Lázaro Cárdenas är det ganska tätbefolkat, med 80 invånare per kvadratkilometer. Närmaste större samhälle är Tampacan, 4,3 km väster om Lázaro Cárdenas. I omgivningarna runt Lázaro Cárdenas växer huvudsakligen savannskog.